# Matko Perdijić
Matko Perdijić (ur. 26 maja 1982 w Splicie) – chorwacki piłkarz występujący na pozycji bramkarza.
W sezonie 2011/12 zdobył z Ruchem Chorzów wicemistrzostwo Polski. Z klubu odszedł pod koniec 2012 roku, rozgrywając łącznie 58 spotkań w barwach "Niebieskich", w tym 36 meczów w rozgrywkach Ekstraklasy. Pod koniec lutego 2013 roku Perdijić został zawodnikiem Cracovii. W lutym 2015 podpisał półtoraroczny kontrakt z Widzewem Łódź. We wrześniu 2015 podpisał roczny kontrakt z Zagłębiem Sosnowiec. W lipcu 2016 podpisał roczny kontrakt z Polonią Bytom. W sierpniu 2017 podpisał kontrakt z Zagłębiem Sosnowiec. W sezonie 2019/20 stał się pierwszym bramkarzem Zagłębia Sosnowiec.

## Statystyki
stan na 18 lutego 2015
| Sezon         | Klub               | Liga        | Liga  | Liga | Puchar                           | Puchar | Puchar | Europa      | Europa | Europa | Łącznie | Łącznie |
| Sezon         | Klub               | Rozgrywki   | Mecze | Gole | Rozgrywki                        | Mecze  | Gole   | Rozgrywki   | Mecze  | Gole   | Mecze   | Gole    |
| ------------- | ------------------ | ----------- | ----- | ---- | -------------------------------- | ------ | ------ | ----------- | ------ | ------ | ------- | ------- |
| 2007/2008     | Ruch Chorzów       | Ekstraklasa | 2     | 0    | Puchar Ekstraklasy               | 1      | 0      | -           | -      | -      | 3       | 0       |
| 2008/2009     | Ruch Chorzów       | Ekstraklasa | 4     | 0    | Puchar Polski Puchar Ekstraklasy | 1 4    | 0 0    | -           | -      | -      | 9       | 0       |
| 2009/2010     | Ruch Chorzów       | Ekstraklasa | 0     | 0    | Puchar Polski                    | 6      | 0      | -           | -      | -      | 6       | 0       |
| 2010/2011     | Ruch Chorzów       | Ekstraklasa | 21    | 0    | Puchar Polski                    | 2      | 0      | Liga Europy | 1      | 0      | 24      | 0       |
| 2011/2012     | Ruch Chorzów       | Ekstraklasa | 8     | 0    | Puchar Polski                    | 5      | 0      | -           | -      | -      | 13      | 0       |
| 2012/2013 (j) | Ruch Chorzów       | Ekstraklasa | 1     | 0    | Puchar Polski                    | 2      | 0      | Liga Europy | -      | -      | 3       | 0       |
| 2012/2013 (w) | Cracovia           | I liga      | 0     | 0    | Puchar Polski                    | -      | -      | -           | -      | -      | 0       | 0       |
| 2013/2014     | Cracovia           | Ekstraklasa | 4     | 0    | Puchar Polski                    | 1      | 0      | -           | -      | -      | 5       | 0       |
| 2014/2015 (j) | Cracovia           | Ekstraklasa | 0     | 0    | Puchar Polski                    | 0      | 0      | -           | -      | -      | 0       | 0       |
| 2014/15 (w)   | Widzew Łódz        | I liga      | 0     | 0    | Puchar Polski                    | 0      | 0      | -           | -      | -      | 0       | 0       |
| 2015/16       | Zagłębie Sosnowiec | I liga      | 4     | 0    | Puchar Polski                    | 0      | 0      | -           | -      | -      | 0       | 0       |
| 2016/17       | Polonia Bytom      | II liga     | 21    | 0    | Puchar Polski                    | 0      | 0      | -           | -      | -      | 0       | 0       |
| 2017/18       | Zagłebie Sosnowiec | I liga      | 1     | 0    | Puchar Polski                    | 0      | 0      | -           | -      | -      | 0       | 0       |
| 2018/19       | Zagłebie Sosnowiec | Ekstraklasa | 2     | 0    | Puchar Polski                    | 1      | 0      | -           | -      | -      | 0       | 0-      |
| 2019/20       | Zagłebie Sosnowiec | I liga      | 9     | 0    | Puchar Polski                    | 0      | 0      | -           | -      | -      | 0       | 0       |
| Łącznie       | Łącznie            | Łącznie     | 77    | 0    |                                  | 23     | 0      |             | 1      | 0      | 63      | 0       |